# 馬利基 (烏克蘭)
51°29′59″N 30°49′57″E / 51.49972°N 30.83250°E

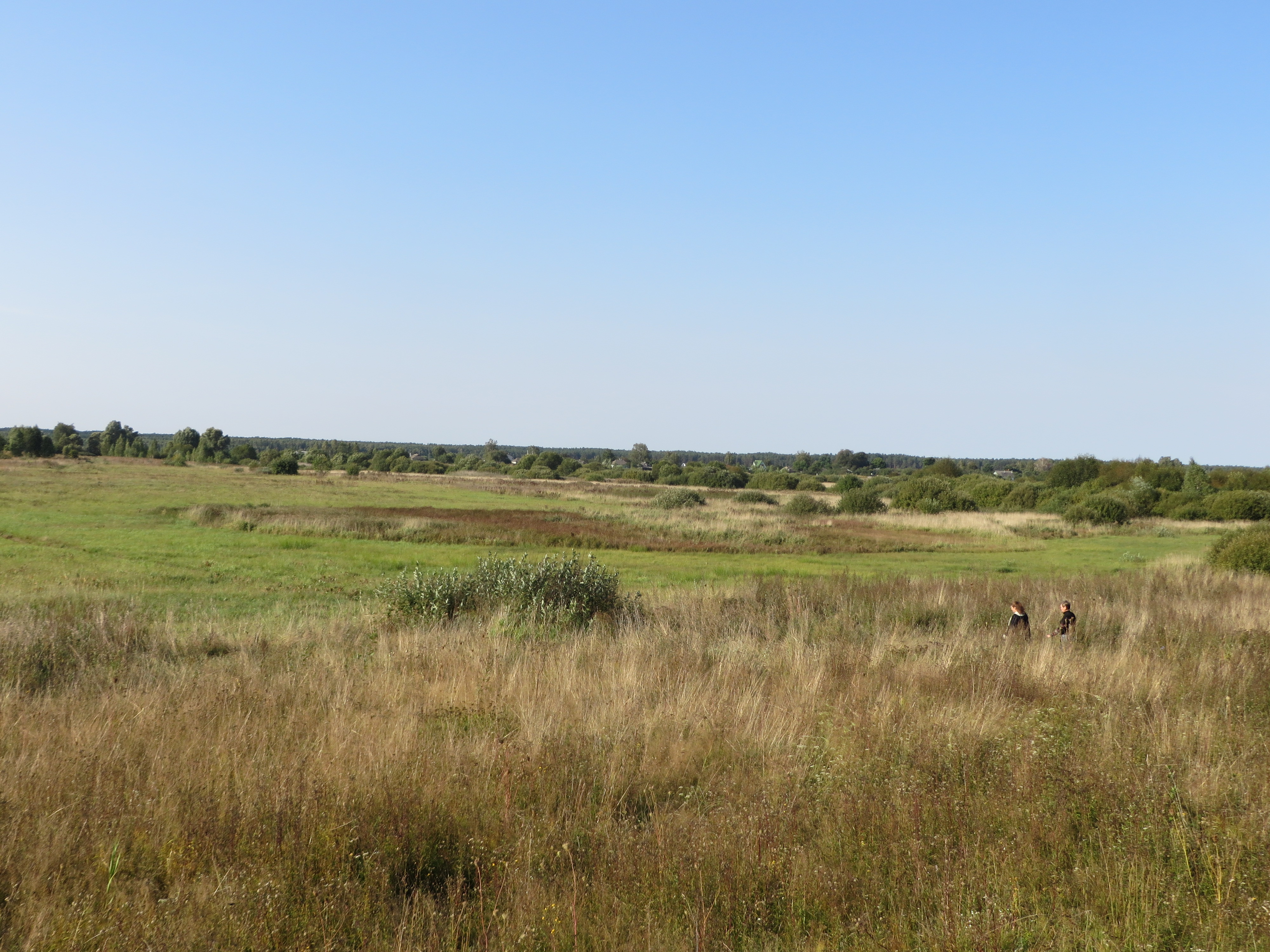
馬利基

馬利基（羅馬化：Maliiky）是烏克蘭北部切爾尼希夫州切爾尼希夫區米哈伊洛-科秋宾斯凯市镇的村莊。始建於1732年，面積1.25平方公里，海拔高度135米，2001年人口223，人口密度每平方公里178.4人。